# Ladislav Rektoris
Ladislav Rektoris (1. října 1929 Rožmberk nad Vltavou – 29. července 2006 České Budějovice) byl český akademický malíř, sochař a ilustrátor.

## Životopis
Ladislav Rektoris se narodil 1. října 1929 v Rožmberku nad Vltavou. Odmaturoval na střední škole v Třeboni. Následně odešel studovat na Pedagogické fakultě Univerzity Karlovy pod vedením Cyrila Boudy a Karla Lidického. Ve studiu pokračoval na Akademii výtvarných umění v Praze, kde jej učili profesoři Otakar Nejedlý, Vladimír Pukl a Vlastimil Rada.
Během svého života se zaměřoval na různé výtvarné styly. Věnoval se malbě, sochařství, nebo také ilustracím. Dlouhá léta žil ve Veselí nad Lužnicí, kde provozoval svůj ateliér. Ten byl při povodních roku 2002 z velké části zničen.
Ladislav Rektoris zemřel 29. července 2006 v Českých Budějovicích. Pochován byl na veselském hřbitově.